# POWER6
POWER6是IBM于2007年推出的微处理器，是第一款在硬件上进行十进制浮点计算的微处理器，同时还推出了一款充分利用了该芯片在节能和虚拟化技术方面重大突破的新型超高性能服务器——IBM System p570。新型System p570是业界第一款同时囊括四大UNIX基准测试速度记录的服务器。它集成有能够加速许多多媒体任务的AltiVec指令集。通过对多个数据元素执行同一条指令，AltiVec能够提高处理器的数据处理效率。这将有助于台式机执行音频和视频任务，而服务器在运行基因数据处理等高性能计算任务的效率也会提高。
2007年5月21日推出的双核POWER6处理器的速度为4.7 GHz，是其上一代POWER5处理器的2倍，但运行和散热所消耗的电能基本相同。这意味着客户可以使用新的处理器将性能提高100%或将能耗减半。POWER6处理器的速度几乎是HP服务器产品线所使用的最新HP Itanium处理器的3倍。Power5的数据传输速率是150Gbps，而Power6的传输速率则达到了300Gbps。IBM公司为了与更快的时钟频率保持同步，它提高了Power6的通讯能力。
POWER6首次亮相是在2006年2月的国际固态电路会议（ISSCC）上。随后，在2006年10月的微处理器论坛和2007年2月的ISSCC上，IBM陆续公布了更多关于POWER6的技术细节。2007年5月21日，POWER6正式对外发布，并于7月8日开始对外销售。这款芯片的初始频率设置为3.5 GHz、4.2 GHz和4.7 GHz，而其最高频率更是达到了令人惊叹的6 GHz。
POWER6芯片的研发过程中，应用了多项技术创新，包括：
1. 指令执行优化：IBM开发了一种新方法，通过加速每个阶段的处理速度，同时减少不必要的工作量，并增加并行操作，使得在保持指令队列阶段数量不变的情况下，执行时间减半，同时降低了功耗。
2. 电路供电隔离：通过将不兼容低电压的电路隔离到独立的供电线路，IBM成功大幅降低了芯片其他部分的能耗。
3. 电压/频率调节：POWER6芯片实现了电压和频率的动态调节，这使得功耗可以降低高达50%，同时对性能的影响微乎其微。
4. 芯片设计：POWER6采用了新的设计理念，允许芯片在低电压下工作，使其既能在低功耗的刀片服务器环境中运行，也能在高性能的对称多处理系统中使用。此外，芯片还具备可调节的带宽，允许用户在性能和成本之间做出选择。
5. 节能技术：POWER6芯片还引入了其他创新技术来节约电力和减少服务器的散热。例如，当处理器空闲时，时钟可以动态关闭，而在需要时迅速启动。
6. 电源管理：在内存未被充分利用时，未使用部分的供电可以立即切断，需要时再重新开启。此外，当检测到过热情况时，POWER6能够降低处理速度，确保芯片在用户设定的安全温度范围内稳定工作。
1. ↑  . www.ibm.com.   [2024-08-04]. （原始内容存档于2024-12-01） （美国英语）.